# Alexandre Viktorovitch Galkine
Pour les articles homonymes, voir Galkine.
Alexandre Viktorovitch Galkine (russe : Александр Викторович Галкин), né le 22 mars 1958 à Ordjonikidze en république socialiste fédérative soviétique de Russie, est un chef militaire russe, colonel général à partir de 2011, qui fut le commandant du district militaire sud de 2010 à 2016.

## Biographie
Galkine est né à Ordzhonikidze (aujourd'hui Vladikavkaz) le 22 mars 1958.
En 1979, il est diplômé de l'école militaire nord-caucasienne de Souvorov, puis sert dans le groupement des forces soviétiques en Allemagne et dans le district militaire d'Extrême-Orient. Il passe de commandant d'un peloton de fusiliers motorisés à commandant d'un bataillon de fusiliers motorisés.
En 1990, il est diplômé de l'académie militaire de Frounze. De 1990 à 1992, il continue à servir dans les districts militaires de Transcaucasie et d'Extrême-Orient en tant que commandant adjoint et commandant d'un régiment de fusiliers motorisés.
De 1992 à 1997, il est chef d'état-major, commandant adjoint d'une division de fusiliers motorisés. De 1997 à 2001, il est commandant d'une division de fusiliers motorisés.
En 2003, il est diplômé de l'académie militaire de l'état-major général des armées, puis est commandant adjoint de la 41e armée et chef d'état-major, en tant que premier commandant adjoint de la 36e armée.
Le 3 janvier 2006, Galkine est nommé commandant de la 41e armée dans le district militaire sibérien de Novossibirsk. Le 8 avril 2008, il est nommé commandant adjoint du district militaire de Sibérie. Le 3 décembre 2008, il est nommé chef d'état-major, premier commandant adjoint du district militaire de Sibérie.
Le 13 janvier 2010, Galkine est nommé commandant du district militaire du Caucase du Nord. Le 10 décembre 2010, par décret du président de la Russie, il est nommé commandant des troupes du district militaire sud, en raison de la transformation massive de tous les districts militaires russes en 2010.
Le 11 juin 2011, Galkine est promu colonel général.
Le 17 mars 2014, l'Union européenne inclut Galkine dans la liste des personnalités russes visées par des sanctions, dont les avoirs sont gelés dans l'UE et à l'égard desquelles des restrictions de visa ont été introduites.
Fin août 2015, le service de sécurité ukrainien annonce que, par l'intermédiaire du quartier général du district militaire sud, dirigé par Galkine, l'état-major général des forces armées de la fédération de Russie a dirigé les troupes russes dans le conflit armé dans l'est de l'Ukraine.
En juin 2016, Galkine est démis de ses fonctions de commandant du district militaire sud. Depuis janvier 2017, il continue de servir au bureau central du ministère russe de la Défense en tant qu'assistant du ministre de la Défense,,.

## Famille
Galkine est marié et père de deux enfants. Son fils, Denis, est juge au tribunal militaire du district sud.